# Prison Bound
Prison Bound è il secondo album dei Social Distortion, punk band californiana, pubblicato nel 1988 a ben cinque anni di distanza dal precedente; rispetto ad esso contiene molte più influenze blues e country, come si può notare anche dalla cover Backstreet Girl dei Rolling Stones, gettando le basi del cosiddetto cowpunk.

## Tracklist
1. It's The Law – 2:38
2. Indulgence  – 4:34
3. Like An Outlaw (For You)" (Danell/Ness) – 5:21
4. Backstreet Girl – 4:22
5. Prison Bound – 5:24
6. No Pain No Gain – 3:42
7. On My Nerves – 4:23
8. I Want What I Want – 3:02
9. Lawless – 3:21
10. Lost Child – 4:18

## Formazione
- Mike Ness – chitarra e voce
- Dennis Danell – chitarra
- John Maurer – basso
- Christopher Reece – batteria